# Barrio Azteca
El Azteca Barrio (conocidos también como Los Aztecas), es un grupo criminal mexicano y mexicoestadounidense originario de El Paso, Texas, este grupo fue formado como una pandilla en las prisiones de  El Paso en 1986 y fue expandiéndose hasta llegar a ser una organización criminal multinacional. Actualmente es una de las pandillas más violentas en los Estados Unidos,  clamando al menos 3000 miembros en los Estados Unidos y hasta 5000 en Ciudad Juárez.
En 2008, Barrio Azteca formó una alianza con La Línea, el ala armada del Cártel de Juárez, para luchar contra el Cártel de Sinaloa, quién intentaba tomar las rutas de contrabando de drogas en la frontera con Estados Unidos, una de las plaza, la DEA estima que aproximadamente el 70 % de la cocaína que atraviesa la frontera viene del cruce fronterizo de Ciudad Juárez. La fuente de ingresos primaria del grupo deriva del contrabando a través de la frontera de México con los Estados Unidos, responsables también de la distribución y venta de drogas en prisiones y exteriores en Ciudad Juárez y ciudades aledañas.
La pandilla opera en los EE. UU. y México, es un ejemplo de la "naturaleza transfronteriza  de la guerra contra el narcotráfico." Los miembros normalmente tienen ciudadanía de EE. UU., siendo ideales para misiones de asesinato transfronterizo. En junio de 2020, la célula de Los Salazar acumulo el suficiente poder de fuego para hacerle frente a Los Aztecas, y La Línea, en la lucha para controlar el narcomenudeo en Juárez.

## Historia

### Trasfondo
El Barrio Azteca fue formado en las prisiones de El Paso en 1986 y obtuvo rápidamente una imagen de ser una pandilla dura y leal dispuesta a cometer asesinatos de civiles para mantener el miedo en las mentes de sus miembros y asegurar su obediencia/lealtad. Se cree que el crecimiento de Barrio Azteca en México se debe a la naturaleza transfronteriza distintiva del área. El área de El Paso y Ciudad Juárez es en muchos sentidos una sola comunidad, con familias, amigos, negocios, e incluso pandillas, unidos en la misma mancha urbana. Algunos mexicanos ilegales arrestados en Estados Unidos son encarcelados en cárceles texanas y consecuentemente ingresan a Barrio Azteca. Cuando son absueltos de sus sentencias, son enviados de regreso al otro lado de la frontera hacia México, donde rápidamente se unen a las filas de la pandilla y llevan a cabo una serie de delitos.
El Barrio Azteca lleva mucho tiempo vendiendo drogas movidas por el Cartel de Juárez. A medida que Barrio Azteca crecía en poder, comenzó a trabajar directamente con el Cártel de Juárez y su alianza se fortaleció. La pandilla comenzó a comprar directamente grandes sumas de cocaína al cártel a precios más baratos y, a cambio, la pandilla compraba armas en las llamadas compras de paja en las tiendas de armas de Texas y luego las pasaba de contrabando a través de la frontera. Además, si el cartel necesitaba intimidar o llevar a cabo un asesinato en los Estados Unidos, usaban a miembros del Barrio Azteca. Cuando el Cártel de Sinaloa hizo su primera incursión en Ciudad Juárez en 2008, Barrio Azteca fue llamado a defender la plaza. Las autoridades mexicanas alegan que han cometido numerosos asesinatos brutales en la ciudad, aunque se desconocen las cifras exactas [8]. Además, Barrio Azteca controla la mayoría de las ventas de drogas del Cartel de Juárez en las calles y prisiones de Ciudad Juárez, aunque abundan otras pandillas y operadores independientes.
También se informa que Barrio Azteca secuestró a personas en El Paso y las condujo hacia el sur, hacia Ciudad Juárez para matarlas. Un asesinato en Texas genera una gran investigación que a menudo conduce a un arresto. La pandilla también tortura y asesina a sus víctimas frente a una gran audiencia de miembros de la pandilla. Según el testimonio de un presunto miembro de Barrio Azteca, los pandilleros torturan y matan a sus víctimas, a algunos haciéndoles cavar agujeros en el suelo, arrojando un manojo de mezquite y luego echando gasolina. Los pandilleros luego golpean a sus víctimas y las arrojan al hoyo. Luego les prenden fuego.

### Debilitamiento
Las autoridades mexicanas concluyeron que había dos posibles explicaciones para la masacre: La Línea y Barrio Azteca fueron los responsables de los asesinatos; o "pistoleros independientes" pagados para matar a una persona apodada "El Ratón", un presunto miembro de Artistas Asesinos.

### Era de Eduardo Ravelo
Eduardo Ravelo, actual líder de Los Aztecas comenzó su carrera criminal en el año 2003, acumulando una lista de cargos por extorsión y numerosos cargos de conspiración con la intención de distribuir drogas. En el año 2005, un informante y exteniente de la pandilla testificó que Ravelo estaba buscando a un hombre que había robado bienes del cartel de Juárez. El informante dijo que Ravelo fue llevado a una casa en El Paso donde un pandillero estaba detenido, con la boca, muñecas y tobillos atados con cinta adhesiva. Luego, Ravelo ordenó que el traidor fuera enviado al cartel de Juárez, y nunca más se supo de él.
En El Paso la pandilla de Ravelo es conocida como Los Aztecas, una pandilla que originalmente se transformó a partir de la llamada pandilla de la prisión Mafia mexicana. Durante sus primeros años, el objetivo de la pandilla era el robo callejero para recaudar fondos para liberar a los presos en la cárcel. Hoy, la pandilla se ha expandido a una gran banda criminal con presencia tanto en los Estados Unidos como en México, acosada por narcotráfico y tráfico de personas. En Ciudad Juárez, sin embargo, la pandilla es conocida como Los Aztecas. Bajo la tutela de Ravelo, la pandilla mueve narcóticos a lo largo de la frontera con la ayuda del cartel de Vicente Carrillo Fuentes. Según informes de las autoridades estadounidenses, Ravelo nació en México pero tiene residencia permanente en Estados Unidos. El grupo comúnmente paga a sussicarios menos de 500 pesos (o alrededor de $ 40 dólares estadounidenses) a la semana para llevar a cabo asesinatos. Cuando las cargas de drogas desaparecen durante el contrabando, los sospechosos son secuestrados y llevados a Ciudad Juárez. Algunos son asesinados a tiros, mientras que otros son torturados y luego fusilados. Algunos, sin embargo, son decapitados. No todos los asesinatos cometidos por la banda de Ravelo son resultado de disputas por drogas. Algunos asesinatos se llevan a cabo para intimidar y como represalias ataques.

## Masacres en la prisión de Ciudad Juárez
Primera masacre carcelaria
El 5 de marzo de 2009 se desató una feroz batalla entre organizaciones rivales de tráfico de drogas dentro de una prisión en las afueras de Ciudad Juárez. La violencia resultó en la muerte de 20 reclusos y otros siete heridos. Los guardias, la policía y el Ejército Mexicano tardaron más de tres horas en sofocar los disturbios dentro de la prisión. Desde la distancia, los miembros de la familia esperaban noticias mientras el humo negro salía de la prisión y los helicópteros patrullaban por encima. En un momento, se podía ver a los presos encendiendo colchones y arrojando cuerpos desde las ventanas del segundo piso. La pelea, que fue entre Barrio Azteca y Los Mexicles, estalló alrededor de las 6 a. m. después de la conclusión de una serie de visitas conyugales. Junto a Los Mexicles estaban los Artistas Asesinos, una pandilla rival y un grupo ejecutor del cartel de Sinaloa. Los 20 muertos eran miembros de Los Mexicles y Artistas Asesinos, lo que indica que la pelea en la cárcel fue instigada por miembros del grupo Barrio Azteca.
Un informe emitido por Los Angeles Times declaró que miembros de Barrio Azteca robaron las llaves de un guardia de la prisión y pudieron liberar a sus cohortes y comenzar un alboroto en celdas controladas por sus grupos rivales. En un área de relativamente baja seguridad dentro de la prisión, los pandilleros comenzaron a producir cuchillos y obligaron a otros guardias a liberar a 150 compañeros. En un área de relativamente baja seguridad dentro de la prisión, los pandilleros comenzaron a sacar cuchillos y obligar a otros guardias a liberar a 150 compañeros, una vez que tomaron como rehenes a los guardias, los integrantes de Barrio Azteca ingresaron a los bloques de alta seguridad donde se encontraban los miembros rivales, obligando a los guardias a abrirlos y procedieron a matar a los internos rivales. Algunas de las víctimas fueron apuñaladas con cuchillos, mientras que otras fueron asesinadas a golpes; algunos fueron asesinados con armas caseras.
Segunda masacre
La segunda masacre ligada a Barrio Azteca fue durante la mañana del 26 de julio de 2011, cuando miembros de Los Aztecas atacaron a Los Mexicles, una pandilla callejera ligada al Cártel de Sinaloa, que dejó 17 muertos y 20 heridos dentro de un penal de Ciudad Juárez. Parte de la violencia fue captada por un video de vigilancia que muestra a dos hombres armados despejando un pasillo de guardias antes de abrir una puerta y permitir que varios hombres armados disparen dentro de una habitación donde murieron los presos. La violencia continuó en otros lugares de la prisión hasta las 2 a. m. del día siguiente. Aunque no había audio en el video, las imágenes muestran cómo dos hombres armados ordenan a los guardias que se vayan. A pesar de estar armados, parecen seguir las órdenes de los pandilleros sin ninguna resistencia. Después de su salida, los dos hombres abren una puerta diferente y dejan entrar a otros cuatro cómplices al pasillo, algunos de ellos portando rifles de asalto. En ese momento, los pistoleros abrieron las puertas de otra habitación, y fue entonces cuando comenzaron los disparos. Funcionarios del estado de Chihuahua dijeron que no pudieron ubicar las cinco armas utilizadas en la masacre; sin embargo, se confiscó un fusil de asalto AR-15, una de las armas que se cree se utilizaron en la masacre. 
Informes iniciales habían señalado que la masacre había comenzado como un enfrentamiento entre bandas carcelarias, pero el video de vigilancia muestra "ejecuciones a sangre fría", y que los integrantes de la banda Barrio Azteca llevaron a cabo el tiroteo sin ninguna provocación por parte de sus enemigos. Según The Guardian, el video sugiere que los guardias pudieron haber permitido que los asesinos mataran a los reclusos, lo que demuestra que la prisión estaba plagada de "controles débiles, desorganización y posible corrupción". Sus informes afirman que los reclusos habían violado las reglas de la prisión. cárcel y celebraron grandes fiestas, posiblemente con el permiso de los guardias. Además, la prisión estaba muy hacinada, con más de 2700 reclusos en una instalación con una capacidad de solo 850 presos.

### Masacre de Villas de Salvacar
El 31 de enero del 2010 hombres armados irrumpieron en una fiesta en un pequeño barrio de clase trabajadora conocido como Villas de Salvárcar en Ciudad Juárez, matando a 16 adolescentes. Testigos dijeron que los miembros del cartel llegaron a la escena del crimen en siete autos con vidrios polarizados, cerraron la calle y bloquearon las salidas. Cuando irrumpieron en la fiesta y abrieron fuego contra las víctimas mientras veían un partido de fútbol [24]. Algunos de los adolescentes fueron baleados cuando intentaban huir y sus cadáveres fueron encontrados en las casas vecinas. Mientras los vecinos se escondían en sus casas, algunos llamaron a los servicios de emergencia, pero el ejército mexicano y la policía federal no llegaron hasta después de que los asesinos se habían ido. Cuando llegaron las autoridades mexicanas, una gran multitud se reunió en la escena del crimen mientras los vecinos y familiares de las víctimas, cuyas edades oscilaban entre los 15 y los 20 años, lloraban y prendían velas. Rogaron que no se dieran a conocer sus nombres por temor a que los sicarios tomaran venganza. Los familiares y testigos entrevistados después de la masacre insistieron en que los adolescentes no tenían nada que ver con el narcotráfico y eran "buenos chicos". Lo preocupante para las autoridades fue que las víctimas no se encontraban reunidas dentro de un bar o en un centro de rehabilitación, sino en una casa particular. No dieron declaración oficial sobre los motivos del asesinato, pero la masacre tenía todos los signos de la violencia del narcotráfico que vivía Ciudad Juárez durante el inicio de la década.
Las fotos de la escena del crimen muestran una casa escasamente amueblada con grandes charcos de sangre y manchas manchadas en las paredes; Además, se encontraron más de 100 casquillos de casquillos de AK-47 en la escena del crimen. Las autoridades mexicanas emitieron una recompensa monetaria de $ 1 millón de pesos a todo el que pudiera brindar información que condujera al arresto de los asesinos. El gobernador del estado de Chihuahua, José Reyes Baeza Terrazas, se presentó inesperadamente al funeral para presentar sus respetos a las familias. Felipe Calderón, presidente de México, también visitó a los familiares y entregó una placa conmemorativa a los padres de las víctimas.

### Asesinato de embajadores estadounidenses
El 26 de marzo del 2010 pistoleros desconocidos de una organización de tráfico de drogas dispararon y mataron a una mujer embarazada del consulado de los Estados Unidos y a su esposo a plena luz del día en Ciudad Juárez, dejando a un bebé ileso. Más tarde, ese mismo día, hombres armados mataron al esposo de otro trabajador del consulado e hirieron a sus dos hijos pequeños. Los disparos tuvieron lugar en diferentes lugares y fue el "primer ataque mortal" contra funcionarios estadounidenses y sus familias de las organizaciones criminales mexicanas. El ataque se produjo durante un fin de semana violento en todo México, donde murieron casi 50 personas en todo el país. Los asesinatos enfurecieron a la Casa Blanca, que había permitido discretamente que las familias de los trabajadores del consulado estadounidense vivieran al otro lado de la frontera en Texas incluso antes de que fueran asesinados.
Las armas utilizadas en el ataque y el estilo en que fueron asesinados los funcionarios estadounidenses señalaron a los narcotraficantes como sospechosos; las pruebas proporcionadas por la inteligencia estadounidense y las autoridades mexicanas señalaron a Barrio Azteca como los perpetradores.Un día después de los asesinatos, el Departamento de Estado de los Estados Unidos autorizó la salida temporal de los trabajadores del consulado estadounidense en todo el norte de México, incluidas las ciudades de Tijuana, Nogales, Matamoros, Nuevo Laredo, Monterrey y Ciudad Juárez. Esto no fue solo una respuesta por el incidente en Ciudad Juárez, sino por la violencia relacionada con las drogas a lo largo de la frontera. El líder de Barrio Azteca, Arturo Gallegos Castrellón, más conocido por su apodo El Farmero, ordenó la ejecución de dos trabajadores del consulado estadounidense y un mexicano vinculado a la agencia en Ciudad Juárez. Gallegos atacó a los funcionarios estadounidenses porque creía que habían otorgado visas a miembros de una pandilla rival, aunque algunos dicen que fue un caso de identidad equivocada. Según Reuters, los asesinatos fueron un esfuerzo continuo de Barrio Azteca para tomar el control del corredor de narcotráfico El Paso-Juárez. Otros tenían otras especulaciones sobre el ataque; no estaba claro si el trabajador del consulado fue señalado por ser lento con las visas de algunos miembros del cartel; si el trabajador había enojado a algunos miembros dentro de una prisión texana; si el ataque pretendía ser un mensaje para los agentes antidrogas estadounidenses; o incluso si se trata de un error de identidad. Cualesquiera sean las razones, el ataque provocó ondas de choque y una gran preocupación por el papel de Estados Unidos en México y por cómo las pandillas callejeras estadounidenses están adoptando rápidamente las tácticas violentas de las organizaciones de narcotráfico de México y haciendo alianzas con ellas al otro lado de la frontera.
El 5 de abril de 2012, las autoridades concluyeron que Barrio Azteca asesinó a los tres consulados de Estados Unidos como parte de un acuerdo con José Antonio Acosta Hernández ( El Diego ), un exteniente del cártel de Juárez que fue encarcelado después ser declarado culpable y recibir una sentencia de 10 cadenas perpetuas en tres cargos por asesinado, ayudar a una organización criminal, asesinato en un país extranjero, tráfico de drogas, crimen organizado y conspiración para lavar dinero.

### Otros crímenes
Durante la fiesta de cumpleaños de un niño en el barrio Horizontes del Sur de Ciudad Juárez, Chihuahua, varios hombres armados irrumpieron en una casa y mataron a 14 personas e hirieron a más de una veintena el 23 de octubre de 2010. Después de disparar más de 70 balas, los atacantes huyeron del lugar. en tres coches diferentes alrededor de las 11:00 p. m.. Según las descripciones de los testigos, los atacantes eran adolescentes que habían asegurado la zona bloqueando el tráfico. La policía mexicana se negó a comentar si el asesinato estaba relacionado con las drogas, pero la respuesta de Felipe Calderón fue notablemente diferente a la masacre de Villas de Salvárcar, donde afirmó que la masacre probablemente se debió a ajustes internos entre los cárteles. El homicidio en Horizontes del Sur guardaba sorprendentes similitudes con la masacre en el barrio Villas de Salvárcar a principios de ese mismo año, que tuvo lugar a solo un kilómetro y medio y donde 15 fueron baleados también en una fiesta.
zPreck

### Declive
En junio de 2020, se reportó que La Línea era la facción más poderosa del Cártel de Juárez en Ciudad Juárez. Los Salazar, una poderosa célula del cártel de Sinaloa, en este punto también había logrado construir una presencia significativa en Ciudad Juárez y también se la consideraba a la par con La Línea en el mercado de narcotráfico de Ciudad Juárez.

## Modus Operandi
La pandilla tiene una estructura militarista, que va de capitanes, tenientes, a soldados de infantería utilizados con el único propósito de mantener el control territorial y enriquecer a sus miembros y asociados a través del narcotráfico, homicidio, lavado de dinero, extorsión e intimidación. La principal vía de enriquecimiento del grupo es la venta de drogas, que compran a bajo costo debido a su alianza con el Cártel de Juárez y las ganancias de su propia importación a los Estados Unidos.
También exigen cuotas a los traficantes de drogas independientes en El Paso, en otras partes del oeste de Texas y en la parte este de Nuevo México. Una vez que se recolecta el dinero, los miembros de Barrio Azteca lo depositan en las cuentas bancarias de los líderes encarcelados de su propia organización, a menudo usando nombres falsos y asociadas femeninas por transferencia bancaria Los Aztecas también una red de comunicación sofisticada en la que utilizan letras codificadas, teléfonos móviles de contrabando que se introducen de contrabando en las celdas de la prisión y distribución de listas de miembros y listas de blancos. Para evitar que los agentes entendieran su red de comunicación, Barrio Azteca también creó un lenguaje secreto basado en el náhuatl. El locus de poder de Barrio Azteca se basa en el interior de las cárceles, lo que genera preocupaciones de que la capacidad operativa de la pandilla no se vea obstaculizada cuando sus líderes sean encarcelados. También hay alrededor de 500 pequeñas pandillas que trabajan para el Barrio Azteca y buscan ganarse un puesto "uniéndose a los peces gordos".
Fuera de la prisión, los miembros se pondrían en contacto con los líderes encarcelados para verificar el estado de una persona que usa el nombre de Barrio Azteca para operar y ver si están al día con la organización. Los que no estaban en buena situación fueron ejecutados. Después de cumplir con su misión, los pandilleros regresan a casas de seguridad en toda la ciudad o cruzan el puente internacional hacia El Paso. Trabajan día tras día, a menudo con una lista de personas a las que matar. Barrio Azteca también ha autorizado el asesinato de agentes del orden de Estados Unidos por tomar medidas enérgicas en sus operaciones criminales, ofreciendo hasta $ 200,000 dólares estadounidenses. Los perros detectores de drogas también estaban en recompensa. Sin embargo, ninguna de las amenazas se materializó.

## Arrestos
El 26 de junio del 2018, Eduardo "Tablas" Ravelo, líder del Barrio Azteca fue detenido, Ravelo estuvo a cargo de las operaciones de la pandilla en Juárez. Varios otros miembros del Barrio Azteca también fueron arrestados con Ravelo. El 7 de noviembre de 2018, René Gerardo Santana Garza, conocido como "El 300", fue arrestado en la ciudad de Chihuahua. Santana está acusado de ser una fuerza importante en el reciente derramamiento de sangre ocurrido en Juárez. En noviembre de 2019 fueron detenidos tres integrantes de La Empresa (una célula delictiva asociada con Los Aztecas). El 5 de marzo de 2020 fueron detenidos 9 presuntos miembros de La Empresa.
En enero de 2020, la policía de Juárez arrestó al líder de la fracción "Vieja Guardia" del grupo, Jesús Alfredo Martínez Mendoza, alias "El Freddy o El Ferro. Además de ser el líder de esta fracción de Barrio Azteca, Mendoza también fue el objetivo número 6 en una lista de sospechosos de delitos fronterizos buscados por las autoridades de Estados Unidos y México. El 21 de mayo del 2020, el líder de alto rango de Barrio Azteca, José Dolores Villegas Soto, conocido por su apodo de "El Iraquí" y alias "El Iraki" y "El Lolo", fue arrestado con otros 10 presuntos miembros de Barrio Azteca. También se reveló que Soto era el líder de la célula de La Empresa al momento de su arresto, y que su sucesor fue identificado como "El Gnomo". El Gnomo tomó represalias por los arrestos no solo de Soto, sino también de otros dos líderes de alto rango de La Empresa, "Tío" y "Goofy", con ataques a agentes de policía.
El 28 de enero del 2021 fue arrestado Luis Ménendez alías "El Alex" o "Luis Estevaney", fue arrestado por los cargo de asociación delictuosa, homicidio calificado y portación de arma de fuego, así como ejecutar la orden del homicidio de tres empleados del Consulado de Estados Unidos en Ciudad Juárez y la Masacre de Villas de Salvárcar. Ménendez cumple su sentencia en el Centro Federal de Readaptación Social 12 en el estado de Guanajuato.